# ArcInfo
ArcInfo (официално наричана ARC/INFO) е пълнофунционална географска информационна система. Нейният създател е американската фирма ESRI и ArcInfo носи най-високата степен на лиценз (и съответно функционалност) от серията продукти ArcGIS Desktop. В първоначалния си вид, тя е представлявала програма с команден интерфейс. Командните възможности сега са достъпни и чрез графичния интерфейс на програмния продукт ArcGIS Desktop.

## История

### ARC/INFO
Първата версия на ARC/INFO е била стартирана през 1982 г. на миникомпютри и както твърдят от ESRI, това е първата модерна ГИС. Когато операционните системи се разделили на Unix и Windows базирани, ESRI продължили да поддържат ARC/INFO и за двете платформи. Бил е създаден дори подвариант на ARC/INFO, който е издаден с под името PC ARC/INFO for DOS през 1987 г. и по-късно издаден и за Windows. Програмата все още съществува във вид на команди в приложението за команден ред на ArcGIS.
Освен че предлага пълен пакет от ГИС инструменти и техники за обработка на информация, ARC/INFO притежава и собствен macro език ARC Macro Language (AML). Това позволява на потребителите да пишат по-дълги редове с програмен код, което позволява създаването на комплексни моделиращи инструменти и автоматизация на процесите.
Вследствие от това, че е започнал да се развива като продукт с команден интерфейс и последвалото внедряване на първия продукт на ЕСРИ с графичен интерфейс (ArcView) през 1992 г., че има значително различие в използването на продукта с команден интефейс на различните инструменти в ArcInfo. Много потребители, които са свикнали с версията на команден интерфейс все още я използват заради скоростта и големият набор от инструменти които предлага, като в същото време използват и графичния интерфейс на ArcGIS. Много по-млади потребители, обаче никога не са виждали командният вид на програмата, нито са подозирали за съществуването и. В допълнение към това, някои от тях откриват че благодарение на AML ArcInfo подобрява скоростта на времето за извършване на определени процеси и скриптиране, като е по-бърза от варианта си с графичен интерфейс – ArcGIS, който използва програмния език Visual Basic.
С версия 7.0 на ARC/INFO, ESRI претърпяват една основна проямна в ГИС продуктовата си фамилия, когато пуснат на пазара ArcGIS версия 8.0 през 1999 г. С това главният продукт ARC/INFO престава да бъде отделен продукт и в преименуван на ArcInfo. Цялата му функционалност продължава работи с лицензната версия ArcInfo за ArcGIS, а workstation версията на ArcInfo все още се развива за Unix-базирани платформи.

## Информация за продукта
Най-актуалната версия е на ArcInfo (9.3.1), която е достъпна само с пакета ArcGIS Desktop. Името „ArcInfo” сега се отнася до ниво на функционалност и лиценз във фамилията от продукти на ArcGIS пакета.

## ArcInfo функционалност
С ArcInfo могат да се:
- Създават мощни модели за геообработка, за откриване на взаимовръзки и тенденции, да се анализират и интегрират данни;
- Извършват анализи за векторно припокриване и близост, както и статистически анализи;
- Генерират събития по линейни обекти и да се припокриват събития с обекти;
- Конвертират данни от и към голям брой формати;
- Създават комплексни модели на данните и анализите, както и скриптове за автоматизиране на ГИС процесите;
- Публикуват картографски карти, използвайки техниките за представяне, проектиране, печат и управление на данните.